# Le Havre Athletic Club
Pour les articles homonymes, voir HAC.
Le Havre Athletic Club, abrégé en Le Havre AC et surnommé le HAC, est un club omnisports français fondé en 1884 au Havre (Seine-Maritime), en Normandie. C'est l'un des plus vieux club omnisports de France. Il est bien sûr membre de la Fédération française des clubs omnisports (FFCO)
À la fondation du Havre AC, les membres du club votent pour la pratique de la combinaison aux dépens du football et du rugby. Sont en plus ouvert des sections cricket, tennis et hockey sur gazon. Au cours des décennies, le nombre de sport pratiqués a évolué. En 2015, Le Havre AC compte 21 sections. Les plus connues sont celles de football et de rugby, ouvertes en 1894, de handball, ouverte en 1990 et de hockey sur glace, ouverte en 2001.

## Le club
Le Havre Athletic Club est régulièrement surnommé dans les médias « le club doyen du football français », avec une date de fondation de 1872, recopiée dans de nombreux livres, magazines et sites internet depuis des décennies. Cette date relève pourtant davantage du mythe que de l'histoire, comme l'ont montré depuis les années 1990 des travaux d'historiens et d'universitaires. Le Havre AC a à l'origine lui même entretenu cette date de 1872, en sortant par exemple dès 1952 un livre pour célébrer les 80 ans du club, en inscrivant 1872 sur son logo dans les années 1990, le club finissant même en 2008 par faire du 1872 un élément marketing en créant une ligne de vêtement sous le nom de HAC1872.
Le club omnisports du Havre Athletic Club a en réalité été fondé en 1884, sa section football l'aurait été en 1894, tandis qu'un autre club appelé Football Club havrais a lui existé de 1872 à 1882.
La seule source d'époque connue qui mentionne la pratique de sport de balle en 1872 au Havre est issue d'articles du Journal du Havre datés du 16 et 17 février 1873, qui indique la tenue d'un match en septembre 1872 entre l'équipage de deux navires britanniques et une équipe d'anglo-havrais qui prend pour l'occasion le nom de Football Club havrais ou Havre Football Club,, football étant encore à l'époque un terme générique données aux sports de balle. Cet article intervient à l'occasion d'un déplacement du FC havrais à Southampton pour y affronter le Portswood Park Football Club. Le journal britannique The Hampshire Advertiser County Newspaper a publié un compte-rendu de la rencontre, qui montre clairement que le sport pratiqué n'était pas du football mais plutôt une sorte de rugby joué à douze contre douze,. Il n'existe par ailleurs aucune trace écrite mentionnant que le FC havrais ait eu un quelconque statut légal,.
Les rares sources disponibles vont dans le sens de la pratique d'un sport appelé a posteriori combinaison, sport de balle entre le rugby et le football. Le Football Club havrais disparait en 1882, la distance entre les lieux de résidence des membres et le terrain situé à Sanvic sur lequel le club a dû s'implanter en 1882 étant devenue trop grande. Il n'existe aucune source indiquant que des matchs de football, au sens moderne du nom, ait eu lieu au Havre entre 1872 et 1882.
Le 20 octobre 1884, Jeffery Edward Orlebar, le pasteur de la British Episcopal Church du Havre, créé avec d'anciens membres du FC havrais un nouveau club, omnisports, sous le nom du Havre Athletic Club,. Contrairement à ce qui est affirmé dans plusieurs livres sur Le Havre AC, il ne s'agit donc pas d'un simple changement de nom, mais de la création d'un nouveau club, le Football Club havrais n'existant plus depuis deux ans. Un des rares documents connu montre que les membres votent le 18 novembre à la majorité absolue pour la pratique de la combinaison, repoussant la pratique du football au Havre,,.
Aucune source connue ne mentionne clairement la pratique du football au sein du club entre 1884 et 1894, bien qu'il soit possible que des matchs de football aient eu lieu entre les membres. Le club s'est par ailleurs doté d'un statut légal sur cette période, un document du 25 avril 1894 attestant les statuts officiels de la société établie par arrêté du préfet de la Seine-Inférieure,.
Par ailleurs, Le Havre AC s'est affilié à l'Union des sociétés françaises de sports athlétiques, la principale fédération sportive de l'époque, en juin 1894.

## Les sections

### Handball
Club majeur du handball féminin français dans les années 2000, la section remporte notamment deux victoires en coupe de France en 2006 et 2007 et obtient cinq places de vice-championnes de France consécutives (de 2006 à 2010). Après 13 saisons en 1re division, le club connait la relégation en 2e division à l'issue de la saison 2014-2015.

### Football
L'équipe de football évolue en Ligue 1.

### Rugby à XV
L'équipe joue en Fédérale 1.

### Hockey sur glace
L'équipe participe au championnat de division 3.

### Hockey sur gazon
L'effectif senior: 52 licenciés FFH et 63 licences loisirs
Palmarès:vainqueur coupe de France cadets 1974 -Finaliste 1973 -  Une saison en Nationale I (1982-1983) - Évolue en Nationale II depuis la saison 1983-1984.Formation à l'école de Hockey du HAC de nombreux Internationaux A.
- Une équipe senior engagée en championnat de France gazon et salle - les équipes de -8ans, -10ans, -12ans et -14 ans sont engagées en championnat régional gazon et salle.

### Volley-ball
L'équipe joue dans la poule E de la Nationale 3.

### Tennis
L'équipe joue en Nationale 2